# Maszyce (Pławna)
Maszyce – przysiółek wsi Pławna w Polsce, położony w województwie dolnośląskim, w powiecie strzelińskim, w gminie Strzelin.
W latach 1975–1998 przysiółek administracyjnie należał do województwa wrocławskiego.